# 清水河 (黃河)
清水河，黄河支流。古代称西洛水、高平川水、蔚茹水，发源于六盘山东麓固原市原州区开城镇境内的黑刺沟脑，向北流经原州区、海原县、同心县、中宁县等县，在中宁的泉眼山西侧注入黄河，长320公里，流域面积14481平方公里，其中，宁夏境内流域面积13511平方公里，甘肃境内970平方公里。河源海拔2489米，入黄河口海拔1190米，相对高差1290米，平均比降1.49‰。

清水河是宁夏境内流入黄河的流域面积最大、最长的支流。受到温带大陆性气候的影响，清水河表现出典型的干旱半干旱河流的特征。历史上清水河谷曾经水草丰美，为西戎、匈奴等游牧民族南下掠抢提供补给，也是中原王朝北击草原文明的补给点。明清时期环境由于移民过度开垦，急剧恶化。干支流大部分流经含盐量高的第三系红层或石膏地层，导致河水矿化度极高，并且呈现出愈到下游，河水愈苦涩的水况。如今称为既不能饮用，又难以灌溉的苦涩之河。